# Бледный бегунок
Бледный бегунок (лат. Cataglyphis pallida) — вид муравьёв-бегунков рода Cataglyphis из подсемейства Formicinae.

## Распространение
Россия (Волгоградская область, Дагестан, Северный Прикаспий), Казахстан, Средняя Азия (Киргизия, Туркмения), Афганистан, Китай.

## Описание
Мелкие формициновые муравьи-бегунки, длина около 5 мм. Основная окраска тела бледно-жёлтая. Апикальный зубец мандибул значительно крупнее предвершинного. Усики рабочих и самок состоят из 12 члеников (13 члеников у самцов), булава отсутствует. Нижнечелюстные щупики состоят из 6 сегментов, нижнегубные щупики 4-члениковые. Скапус усиков длинный, превосходит затылочный край головы. Задний край головы выпуклый, без отстоящих волосков. Покатая поверхность заднегрудки примерно равна размеру горизонтальной верхней поверхности. Стебелёк между грудкой и брюшком состоит из одного членика петиолюса с небольшой чешуйкой, жало отсутствует, куколки крытые (в коконе). Встречается в пустынях и полупустынях.
.

## Систематика
Вид был впервые описан в 1877 году австрийским энтомологом Густавом Майром (Gustav L. Mayr; 1830—1908). Включён в одноимённую видовую группу pallidus-group (рабочие полиморфные, каста солдат отсутствует, скульптура тела сглаженная, блестящая).

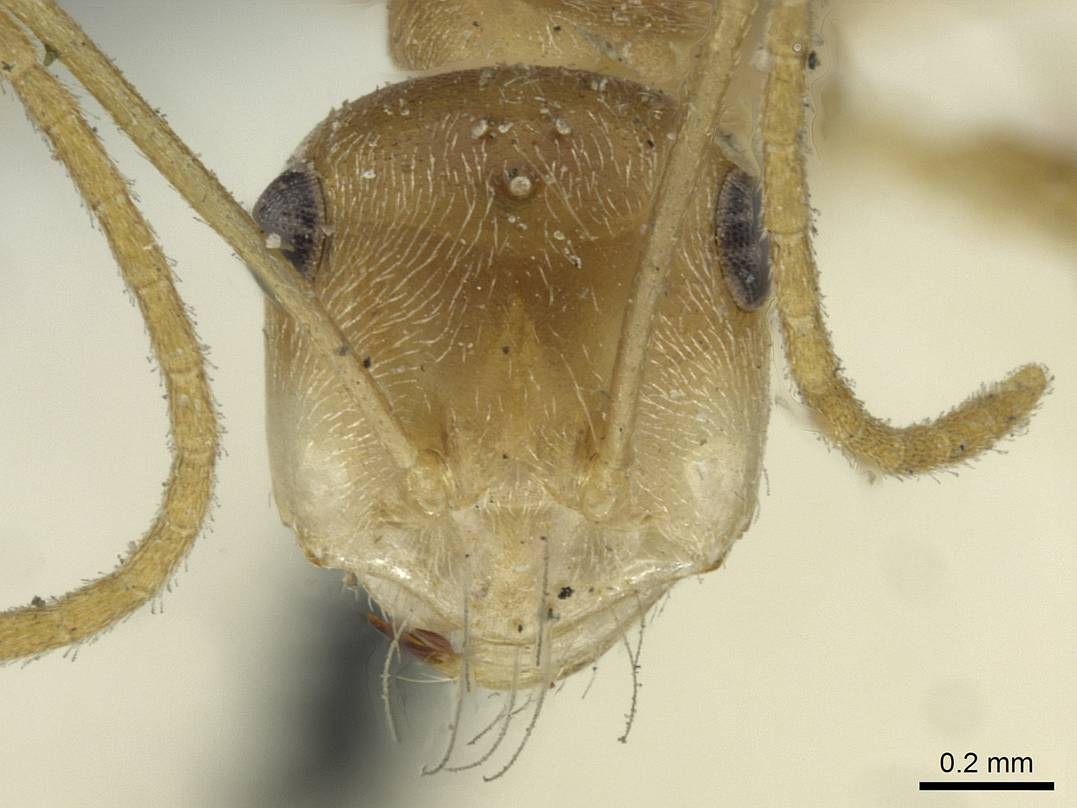
Голова рабочего Cataglyphis pallida

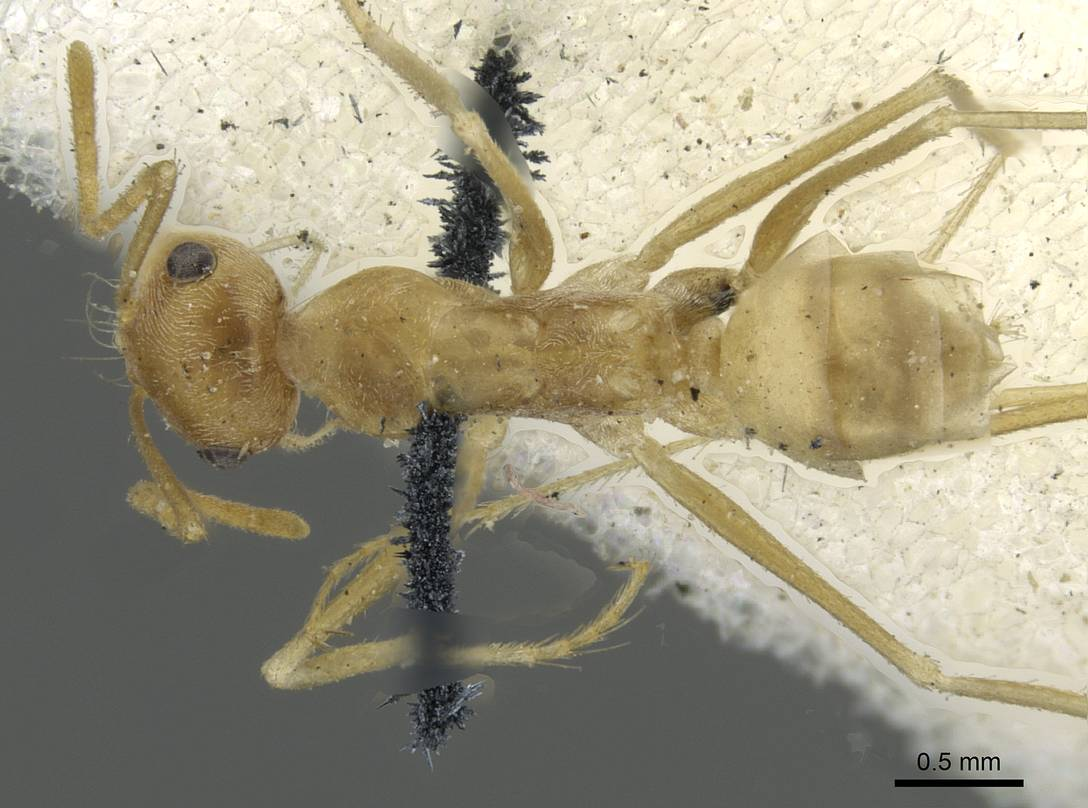
Вид сверху рабочего Cataglyphis pallida